# Промоутър
Промоутър е човек или организация, които за сметка на трето лице се наема да популяризира даден продукт, марка или услуга. Да бъдеш промоутър е особено популярно сред ученици или студенти, тъй като този вид работа им предоставя много свободно време, което те могат да употребят за други цели — например обучение, посещаване на лекции и други. Причината за това е, че се работи на проект т.е. няма фиксирано работно време, което да е ангажиращо.